# Карни, Рив
Рив Джефферсон Карни (англ. Reeve Jefferson  Carney; род. 18 апреля 1983, Вест-Виллидж, Нью-Йорк) — американский актёр, певец и автор песен. 
Известен как исполнитель ролей Питера Паркера / Человека-паука в бродвейском мюзикле Spider-Man: Turn Off the Dark и Дориана Грея в сериале «Страшные сказки», а также как фронтмен рок-группы Carney.

## Ранние годы
Рив Карни родился и вырос в Вест-Виллидж (рядом с Нижним Манхэттеном, Нью-Йорк). Его дядей был известный актёр Арт Карни.
Рив вместе со своим братом Зейном поступил в Alexander Hamilton High School в Лос-Анджелесе, где он познакомился со своими будущими коллегами по группе Carney. После школы он поступил в Thornton School of Music University of Southern California, где обучался по классу джазовой гитары.

## Карьера
В возрасте 15 лет Карни играл на гитаре в ночном клубе B.B King’s в Лос-Анджелесе.
Карни играл роль Человека-паука в бродвейском мюзикле, премьера которого состоялась в ноябре 2011 года. В 2012 году он сыграл роль возлюбленного Тейлор Свифт в её клипе на песню «I Knew You Were Trouble». В 2014—2016 годах Карни исполнял роль Дориана Грея в сериале «Страшные сказки».
У Рива есть группа под названием Carney, дебютный альбом которой Mr. Green Volume 1 вышел в мае 2010 года.

## Личная жизнь
С конца 2011 года до середины 2013 года Карни встречался с актрисой Эшли Грин. Также он состоял в отношениях с солисткой группы The Veronicas, Лизой Ориглиассо и  певицей и актрисой Викторией Джастис.
С 2019 года состоит в отношениях с певицей и актрисой, партнершей по мюзиклу Hadetown Евой Ноблезадой.

## Фильмография
| Год       |    | Русское название                  | Оригинальное название                                       | Роль                    |
| --------- | -- | --------------------------------- | ----------------------------------------------------------- | ----------------------- |
| 1994      | с  | Мир Дейва                         | Dave’s World                                                | Скотт                   |
| 1994      | мф | Помпоко: Война тануки             | 平成狸合戦ぽんぽこ                                          | н/д                     |
| 1999      | ф  | Заснеженные кедры                 | Snow Falling on Cedars                                      | молодой Исмаэль Чемберс |
| 2004      | мс | Отец прайда                       | Father of the Pride                                         | н/д                     |
| 2009      | ф  | Бабник                            | Spread                                                      | солист                  |
| 2010      | ф  | Буря                              | The Tempest                                                 | принц Фердинанд         |
| 2011      | с  | Позднее шоу с Дэвидом Леттерманом | Late Show with David Letterman                              | Питер Паркер            |
| 2014—2016 | с  | Страшные сказки                   | Penny Dreadful                                              | Дориан Грей             |
| 2016      | тф | Шоу ужасов Рокки Хоррора          | The Rocky Horror Picture Show: Let’s Do the Time Warp Again | Рифф Рафф               |
| 2017      | ф  | Близнецы                          | Gemini                                                      | Девин                   |
| 2021      | ф  | Дом Gucci                         | House of Gucci                                              | Том Форд                |